# MTV Video Music Awards 1985
Die Verleihung der MTV Video Music Awards 1985 fand am 13. September 1985 statt. Verliehen wurde der Preis an Videos, die vom 2. Mai 1984 bis zum 1. Mai 1985 ihre Premiere hatten. Die Verleihung fand in der Radio City Music Hall, New York City, New York statt. Moderator war Eddie Murphy.
Gewinner des Abends war Don Henley, der mit seinem Video zu The Boys of Summer vier Awards erhielt, darunter den für das Video des Jahres. Das Video erhielt mit sieben auch die meisten Nominierungen für ein Einzelvideo. David Lee Roth bekam mit seinen beiden Videos, dem Louis-Prima-Cover Just a Gigolo/I Ain’t Got Nobody und dem Beach-Boys-Cover California Girls die meisten Nominierungen als Künstler.

## Nominierte und Gewinner
Die jeweils fett markierten Künstler zeigen den Gewinner der Kategorie an.

### Video of the Year
Don Henley – The Boys of Summer
- Tom Petty & the Heartbreakers – Don't Come Around Here No More
- David Lee Roth – California Girls
- David Lee Roth – Just a Gigolo/I Ain't Got Nobody
- USA for Africa – We Are the World

### Best Male Video
Bruce Springsteen – I’m on Fire
- Glenn Frey – Smuggler's Blues
- Don Henley – The Boys of Summer
- David Lee Roth – California Girls
- David Lee Roth – Just a Gigolo/I Ain't Got Nobody

### Best Female Video
Tina Turner – What’s Love Got to Do with It
- Cyndi Lauper – She Bop
- Madonna – Material Girl
- Sade – Smooth Operator
- Sheila E. – The Glamorous Life

### Best Group Video
USA for Africa – We Are the World
- The Cars – Drive
- Eurythmics – Would I Lie to You?
- Huey Lewis & the News – If This Is It
- U2 – Pride (In the Name of Love)

### Best New Artist in a Video
’Til Tuesday – Voices Carry
- Frankie Goes to Hollywood – Two Tribes
- Julian Lennon – Too Late for Goodbyes
- Sade – Smooth Operator
- Sheila E. – The Glamorous Life

### Best Concept Video
Glenn Frey – Smuggler’s Blues
- Frankie Goes to Hollywood – Two Tribes
- Don Henley – The Boys of Summer
- Tom Petty & the Heartbreakers – Don’t Come Around Here No More
- David Lee Roth – Just a Gigolo/I Ain’t Got Nobody

### Most Experimental Video
The Art of Noise – Close (to the Edit)
- Lindsey Buckingham – Go Insane
- Lindsey Buckingham – Slow Dancing
- Chris Isaak – Dancin
- Lone Justice – Ways to Be Wicked

### Best Stage Performance in a Video
Bruce Springsteen – Dancing in the Dark
- David Bowie – Blue Jean (live)
- Eurythmics – Would I Lie to You?
- Talking Heads – Once in a Lifetime (live)
- Tina Turner – Better Be Good to Me

### Best Overall Performance in a Video
Philip Bailey and Phil Collins – Easy Lover
- Eurythmics – Would I Lie to You?
- David Lee Roth – Just a Gigolo/I Ain’t Got Nobody
- Bruce Springsteen – Dancing in the Dark
- USA for Africa – We Are the World

### Best Direction in a Video
Don Henley – The Boys of Summer (Regie: Jean-Baptiste Mondino)
- Bryan Adams – Run to You (Regie: Steven Barron)
- Duran Duran – The Wild Boys (Regie: Russell Mulcahy)
- Chris Isaak – Dancin (Regie: Mary Lambert)
- Tom Petty & the Heartbreakers – Don’t Come Around Here No More (Regie: Jeff Stein)
- Simple Minds – Don’t You (Forget About Me) (Regie: Daniel Kleinman)
- Toto – Stranger in Town (Regie: Steven Barron)

### Best Choreography in a Video
Elton John – Sad Songs (Say So Much) (Choreograf: David Atkins)
- Eurythmics – Would I Lie to You? (Choreograf: Eddie Baytos)
- Madonna – Like a Virgin (Choreograf: Madonna)
- Madonna – Material Girl (Choreograf: Kenny Ortega)
- Prince and The Revolution – When Doves Cry (Choreograf: Prince)
- Sheila E. – The Glamorous Life (Choreograf: Lesli Glatter)
- Tina Turner – Private Dancer (Choreograf: Arlene Phillips)

### Best Special Effects in a Video
Tom Petty & the Heartbreakers – Don’t Come Around Here No More (Special Effects: Tony Mitchell, Kathy Dougherty und Peter Cohen)
- Bryan Adams – Run to You (Special Effects: Cinebuild)
- Lindsey Buckingham – Go Insane (Special Effects: David Yardley)
- Lindsey Buckingham – Slow Dancing (Special Effects: David Yardley)
- Culture Club – It’s a Miracle (Special Effects: David Yardley)

### Best Art Direction in a Video
Don Henley – The Boys of Summer (Art Director: Bryan Jones)
- Bryan Adams – Run to You (Art Director: Steven Barron)
- Peter Brown – Zie Zie Won't Dance (Art Director: John Jolly)
- Culture Club – It’s a Miracle (Art Director: Bruce Hill)
- Madonna – Like a Virgin (Art Director: John Ebdon)
- Simple Minds – Don’t You (Forget About Me) (Art Director: Mark Rimmell)

### Best Editing in a Video
The Art of Noise – Close (to the Edit) (Editor: Zbigniew Rybczyński)
- Bryan Adams – Run to You (Editor: John Mister)
- Lindsey Buckingham – Go Insane (Editor: David Yardley)
- Lindsey Buckingham – Slow Dancing (Editor: David Yardley)
- Eurythmics – Would I Lie to You? (Editor: Glenn Morgan)

### Best Cinematography in a Video
Don Henley – The Boys of Summer (Kamera: Pascal Lebègue)
- Bryan Adams – Heaven (version 2) (Kamera: Peter MacDonald)
- Bryan Adams – Run to You (Kamera: Frank Gell)
- Lindsey Buckingham – Go Insane (Kamera: Oliver Stapleton)
- Madonna – Like a Virgin (Kamera: Peter Sinclair)

### Viewer’s Choice
USA for Africa – We Are the World
- Don Henley – The Boys of Summer
- Tom Petty & the Heartbreakers – Don’t Come Around Here No More
- David Lee Roth – California Girls
- David Lee Roth – Just a Gigolo/I Ain’t Got Nobody

### Video Vanguard Award
- David Byrne
- Russell Mulcahy
- Godley & Creme

### Special Recognition Award
- Bob Geldof[2]

## Liveauftritte
- Eurythmics – Would I Lie to You?
- David Ruffin, Eddie Kendrick und Hall & Oates – The Way You Do the Things You Do/My Girl
- Tears for Fears – Shout
- John Cougar Mellencamp – Lonely Ol' Night
- Pat Benatar – 7-Rooms of Gloom
- Sting – If You Love Somebody Set Them Free
- Eddie Murphy – Party All the Time

## Auftritte
- Sheila E. and Paul Young – präsentierte Best Overall Performance in a Video
- Run-DMC – rappten die Regeln für die VMAs
- Foreigner (Mick Jones und Lou Gramm) – präsentierten Best Stage Performance in a Video
- Little Steven – nahm den Best Stage Performance Award für Bruce Springsteen an
- Lou Reed – trat in einem Video auf
- Bryan Adams und Jim Kerr – präsentierten Best New Artist in a Video
- The Cars (Benjamin Orr und Elliot Easton) – präsentierten Most Experimental Video
- Martha Quinn – präsentierte die technischen Kategorien
- Mark Goodman – präsentierte Best Art Direction in a Video
- Alan Hunter – präsentierte Best Cinematography in a Video
- Nina Blackwood – präsentierte Best Special Effects in a Video
- J.J. Jackson – präsentierte Best Editing in a Video
- Kris P. – nahm den Best Editing für Zbigniew Rybczyński an
- Julian Lennon und Corey Hart – präsentierten Best Choreography in a Video
- Dave Stewart – nahm den Best Choreography Award für Elton John an
- Morris Day – präsentierte Best Concept Video
- John Taylor und Andy Taylor – präsentierten Video Vanguard to Russell Mulcahy
- Chrissie Hynde – präsentierte den Video Vanguard für David Byrne
- Herbie Hancock – präsentierte den Video Vanguard für Godley & Creme
- Glenn Frey – präsentierte Best Direction in a Video
- Joan Baez – präsentierte den Special Recognition Award
- Don Henley – präsentierte Best Group Video
- Aimee Mann und Stephen Pearcy – präsentierte Viewer’s Choice
- Grace Jones – präsentierte Best Male Video
- John Sayles – nahm das Best Male Video für Bruce Springsteen an
- David Lee Roth – präsentierte Best Female Video
- Tina Turner – präsentierte Video of the Year